# Selagia albipunctella
Selagia albipunctella är en fjärilsart som beskrevs av Pierre Chrétien 1911. Selagia albipunctella ingår i släktet Selagia och familjen mott. Inga underarter finns listade i Catalogue of Life.